# Estación de La Barosa
La Barosa es un apeadero ferroviario sin servicio situado en el municipio español de Carucedo en la provincia de León, comunidad autónoma de Castilla y León. No dispone de servicios ferroviarios de viajeros.

## Situación ferroviaria
La estación se encuentra en el punto kilométrico 272,263 de la línea férrea de ancho ibérico que une León con La Coruña a 406 metros de altitud, entre las estaciones de Covas y de Toral de los Vados. El tramo es de vía única y está electrificado.

## Historia
La estación fue abierta al tráfico el 4 de septiembre de 1883 con la puesta en marcha del tramo Oural-Toral de los Vados de la línea que pretendía unir Palencia con La Coruña. Las obras corrieron a cargo de la Compañía de los Ferrocarriles de Asturias, Galicia y León o AGL creada para continuar con los proyectos iniciados por la Compañía del Ferrocarril del Noroeste de España y gestionar sus líneas. En 1885, la mala situación financiera de AGL tuvo como consecuencia su absorción por parte de Norte. En 1941, la nacionalización del ferrocarril en España supuso la desaparición de esta última y su integración en la recién creada RENFE. 
Desde el 31 de diciembre de 2004 Renfe Operadora explota la línea mientras que Adif es la titular de las instalaciones ferroviarias.

## La estación
El ferrocarril cruza la localidad de La Barosa. La estación es un pequeño recinto al que solo accede la vía principal. Un único andén, por lo tanto, está habilitado para los viajeros. Cuenta con una antigua sala y una marquesina dispuesta a través de dos arcos frontales y uno lateral, a su lado se encuentran algunas instalacionas actualmente abandonadas.

## Servicios ferroviarios
La estación dejó de prestar servicio hace pocos años.